# Brzeska Wola
Brzeska Wola (prononciation : [ˈbʐɛska ˈvɔla]) est un village polonais de la gmina de Białobrzegi dans le powiat de Białobrzegi de la voïvodie de Mazovie dans le centre-est de la Pologne.
Il se situe à environ 7 kilomètres au sud-ouest de Białobrzegi (siège de la gmina et du powiat) et à 67 kilomètres au sud-ouest de Varsovie (capitale de la Pologne).
Le village possède approximativement une population de 170 habitants en 2006.

## Histoire
De 1975 à 1998, le village appartenait administrativement à la voïvodie de Radom.